# 袋鼬目
袋鼬目（學名：Dasyuromorphia）包含大部分肉食性有袋类哺乳动物，包括袋鼬。
由于肉食动物的相似性，该目动物与其他肉类动物在外观上存在类似的地方。在欧洲早期殖民者的称呼中可以反映出来，如袋狼被称为塔斯马尼亚虎，袋鼬被称为土猫。